# Algemene verkiezingen in Botswana (1994)

De resultaten per kiesdistrict.

De Algemene verkiezingen in Botswana van 1994 vonden op 15 oktober plaats. Regeringspartij BDP leverde 4 zetels in maar bleef met 27 zetels de grootste partij. Oppositiepartij Botswana National Front (BNF) ging van 3 naar 13 zetels, de grootste verkiezingsoverwinning ooit geboekt door het BNF. De kiezers waren verontwaardigd over de terugkeer van de als corrupt beschouwde oude garde rond de partijleiding van de BDP, hetgeen een rol speelde bij het verlies van de democratische partij. Het BNF profiteerde hiervan, maar alleen in de stedelijke gebieden, op het platteland bleef de BDP alleenheerser. De opkomst was 76,6%.
Naar aanleiding van een 1991 gehouden volkstelling werden er zes nieuwe kiesdistricten gecreëerd; vijf van hen zijn stedelijke kiesdistricten. De hoofdstad Gaborone, die tot dan toe bestond uit twee kiesdistricten, werd opgedeeld in vijf districten, Francistown werd opgedeeld in drie kiesdistricten (dit waren er twee) en de stad Lobatse werd een op zichzelf staand kiesdistrict.

## Nationale Vergadering
Het aantal kiesgerechtigden bedroeg 370.173, waarvan 283,375 (76,6%) hun stem uitbrachten. Naast de 40 verkozenen, werden nog 4 indirect gekozenen aan het parlement toegevoegd. Bij de verkiezingen deed een recordaantal van 9 partijen mee. 
| Partij                          | Partij                          | Zetels  | %      |
| ------------------------------- | ------------------------------- | ------- | ------ |
|                                 | Botswana Democratic Party       | 27      | 53,10  |
|                                 | Botswana National Front         | 13      | 37,70  |
|                                 | Botswana People's Party         | 0       | 4,60   |
|                                 | Independence Freedom Party      | 0       | 2,90   |
|                                 | Botswana Progressive Union      | 0       | 1,20   |
| Overige partijen                | Overige partijen                | 0       | 0,50   |
| Totaal                          | Totaal                          | 40      | 100,00 |
| Geregistreerde kiezers/ opkomst | Geregistreerde kiezers/ opkomst | 370.173 | 76,60  |
| Bron: AED                       |                                 |         |        |

Oppositiepartij BNP claimde onregelmatigheden in het Mochudi-kiesdistrict en de partij werd in het gelijk gesteld door het hooggerechtshof; bij een herverkiezing in juni 1990 wist de BDP echter haar zetel vast te houden.

## Regionale- en gemeenteraadsverkiezingen
Bij de verkiezingen voor regionale volksvertegenwoordigingen en gemeenteraden die op dezelfde dag werden gehouden als de parlementsverkiezingen, bleef oppositiepartij Botswana National Front (BNF) de grootste in de meeste gemeenteraden. In de hoofdstad Gaborone, maar ook in andere steden behaalde de partij absolute meerderheden in de gemeenteraden. Op het platteland bleef de BDP domineren.

## Presidentsverkiezingen

### Presidentskandidaten
Op 17 september stelden de volgende personen zich kandidaat voor het presidentschap: 
- Dr. Knight T. Maripe (BPP)
- Dr. Kenneth Koma (BNF)
- Sir Quett K.J. Masire (BDP)[4]

### Uitslag
Sir Quett Masire werd op 17 oktober Nationale Vergadering als president herkozen voor de duur van vijf jaar. Masire is sinds 1980 aan de macht.

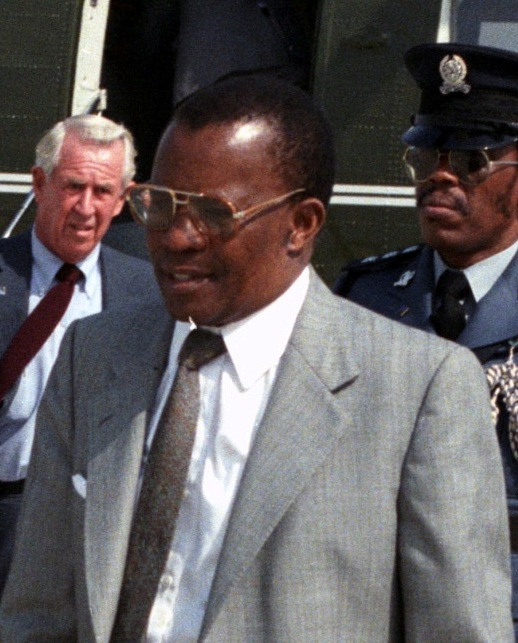
Zittend president Quett Masire werd door de Nationale Vergadering herkozen.

Algemene en regionale verkiezingen: 1965 · 1969 · 1974 · 1979 · 1984 · 1989 · 1994 · 1999 · 2004 · 2009 · 2014 · 2019 ·  2024

Referenda: 1987 · 1997 · 2001
]